# Silhouettes
Silhouettes (englisch für Silhouetten) ist ein von Bob Crewe komponiertes und von Frank Slay geschriebener Song. Die Idee zu diesem Lied kam Crewe während einer Zugfahrt, als er aus dem Fenster blickend den Umriss eines sich umarmenden Paares hinter einem Fenster sah. Das Lied erschien erstmals 1957 als Single in der Version der Doo-Wop-Gruppe The Rays, für die Crewe and Slay eine Reihe von Songs schrieben. Die Gruppe sang das Lied bei einem Auftritt in der Ed Sullivan Show.

## Inhalt
In dem Lied erzählt der Protagonist von einem nächtlichen Spaziergang, der ihn vermutlich am Wohnsitz seiner Freundin vorbeigeführt hat, als er glaubte, ihre Silhouette in inniger Umarmung mit einem anderen Mann zu sehen. Er war nahe daran, durchzudrehen, bis ihm bewusst wurde, dass er sich in der Adresse geirrt hatte. Daraufhin eilte er zum tatsächlichen Wohnsitz seiner Freundin und gelobte, mit ihrer Silhouette auf ewig verbunden zu sein. 

## Coverversionen
Im selben Jahr wie die Originalversion erschien auch die erste Coverversion der kanadischen Gruppe The Diamonds.
Weitere Coverversionen erschienen 1965 von Herman’s Hermits und 1990 von Cliff Richard. Zu dieser Version wurde auch ein Musikvideo gedreht.

## Trivia
Die Gruppe The Silhouettes wurde nach dem Lied benannt.